# جيرماين بوفراند
جيرماين بوفراند (بالفرنسية: Germain Boffrand)‏ وهو مصمم فرنسي ولد في يوم 16 مايو 1667 في مدينة نانت في فرنسا وقد كان تلميذ جولين هاردوين مانسارت وقد إتقن فن الروكوكو أيضاً، توفي في يوم 19 مارس 1754.

## روابط خارجية
- جيرماين بوفراند على موقع الموسوعة البريطانية (الإنجليزية)